# Arresto
O arresto no Direito brasileiro consiste na apreensão judicial da coisa, objeto do litígio (sequestro) ou de bens do devedor necessários (arresto) a garantia da divida líquida e certa cuja cobrança se promove ou vai promover em juízo. Caberá medida cautelar de arresto quando:
- o devedor sem domicílio certo intenta ausentar-se, ou alienar os bens que possui, ou deixa de pagar a obrigação no prazo estipulado.

- o devedor com domicílio se ausentar ou tentar se ausentar furtivamente;

- caindo em insolvência aliena ou tenta alienar bens que possui, contrai ou intenta contrair dívidas extraordinárias, põe ou tenta por seus bens em nome de terceiros, comete qualquer outro artifício fraudulento, com a finalidade de frustrar a execução.

- o devedor que possui bens de raiz, intenta aliená-los, hipotecá-los ou dá-los em anticrese;

Para a concessão do arresto é essencial:
- prova literal da divida líquida e certa;
- prova documental ou justificação de alguns dos casos do artigo 813 do CPC.

Será concedida independentemente de justificação prévia quando for requerida pela União, Estados e Municípios ou quando o credor prestar caução. 
Julgada a ação principal procedente, o arresto se converterá em penhora, cessando-se, e apenas pelo pagamento, novação ou transação, podendo ou não ser aceita no CPP, do direito moderno e transatlântico.